# NGC 6528
NGC 6528 (również GCL 84 lub ESO 456-SC48) – gromada kulista znajdująca się w gwiazdozbiorze Strzelca w odległości 25,8 tys. lat świetlnych od Słońca i 2 tys. lat świetlnych od centrum Galaktyki. Odkrył ją William Herschel 24 czerwca 1784 roku.